# Суворово (Пензенская область)
Суворово — село в Болотниковском сельсовете Лунинского района Пензенской области.

## География
Расположено на правом берегу Шукши в 22 км к западу от Лунино и в 43 км к северу от Пензы.
Имеется тупиковая подъездная дорога к селу со стороны Лунино (через Болотниково) от местной автодороги Пенза — Саранск. Ближайшая ж.-д. станция Танеевка (на линии Пенза — Рузаевка) находится в 8,5 км к северо-востоку от села.
Уличная сеть
Одна улица — Поцелуева.

## Население
| 1710 | 1717 | 1747 | 1762 | 1782 | 1864 |
| ---- | ---- | ---- | ---- | ---- | ---- |
| 103  | ↗140 | ↗508 | ↗626 | ↗828 | ↘481 |
| 1877 | 1897 | 1910 | 1923 | 1926 | 1930 |
| ↗558 | ↗638 | ↘634 | ↗824 | ↘722 | ↗782 |
| 1959 | 1970 | 1979 | 1989 | 1996 | 2002 |
| ↘184 | ↘156 | ↘79  | ↘53  | ↗70  | ↗89  |
| 2010 |      |      |      |      |      |
| ↘54  |      |      |      |      |      |

Численность населения: в 1710—103, 1717—140, 1795—985, 1864—481, 1877—558, 1897—638, 1923—824, 1926—722, 1930—782, 1959 −184, 1970—156, 1979 — 79, 1989 — 53, 1996 — 70 жителей.

## История
Поселено помещиками около 1700 года.
До 1717 года генеральный писарь Иван Григорьевич Суворов, дед великого полководца, приобрел имение у помещиков Малышкиных, Зайцева и Митрофанова. В 1722 году село отошло по наследству к вдове И. Г. Суворова Марфе, от нее — к их сыну Василию Ивановичу, а от него — к Александру Васильевичу Суворову.
В 1793 году возведена Церковь Владимирской иконы Божией Матери. При её закладке в 1791 присутствовал и владелец села — А. В. Суворов.
В 1903 установлен памятник полководцу, в 1920 году снесен, 7 ноября 1942 года поставлен новый (скульптор К. Л. Луцкий).
История названия
Имело названия Никольское, Большая Маровка, Шукша, Новая Шукша.
Переименовано в 1901 году в честь бывшего владельца — генералиссимуса А. В. Суворова.
история АТЕ
С 1780 года входило в состав Мокшанского уезда Пензенской губернии.
В 1996 году село передано из Мокшанского в состав Лунинского района.

## Достопримечательности
Памятник Суворову:
|  |                                                                                       |  |                                                           |  |                                               |  |  |
|  | Памятник А. В. Суворову, 1903 г. (скульптор Н. И. Рукавишников). Разрушен в 1920 году |  | Памятник А. В. Суворову, 1942 г. (скульптор К. Л. Луцкий) |  | Современный баннер у памятника А. В. Суворову |  |  |

Руины церкви во имя Владимирской иконы Божьей Матери:
|  | |  |                                                                                         |  |                                                                                         |  |  |
|  | Руины церкви во имя Владимирской иконы Божьей Матери, на закладке фундамента которой в 1791 году присутствовал А. В. Суворов |  | Остатки внутреннего убранства церкви во имя Владимирской иконы Божьей Матери, XVIII век |  | Остатки внутреннего убранства церкви во имя Владимирской иконы Божьей Матери, XVIII век |  |  |